# Eutelia verini
Eutelia verini is een vlinder uit de familie Euteliidae. De wetenschappelijke naam van deze soort is voor het eerst geldig gepubliceerd in 1984 door Viette.
De soort komt voor in tropisch Afrika.